# NK Halubjan Viškovo
NK Halubjan je nogometni klub iz Viškova pokraj Rijeke. Trenutačno se natječe u 3. NL – Zapad.

## Povijest
Nogometni klub Halubjan osnovan je na osnivačkoj skupštini 17. listopada 1969. a prva službena utakmica odigrana je 1. ožujka 1970. u Klani. 
Sve do 2. svibnja 1977. Halubjan je svoje domaće utakmice igrao u Klani i Dražicama, kada je otvoreno nogometno igralište na Brnasima. Otvorenje su uveličali nogometaši HNK Rijeke, a ugošćeni su i na proslavi 40 godina kluba, 16. rujna 2010. godine, kao i povodom proslave 55 godina kluba, 9. listopada 2024. godine.
Najveći uspjesi kluba su osvajanje naslova prvaka Primorske nogometne lige u sezonama 1978./79. te 1985./86., osvajanje naslova prvaka 3. HNL bez poraza u sezoni 1996./97. i ulazak seniora u 2. HNL u sezoni 1997./98., 1/16 finala kupa Hrvatske u sezoni 1998./99. gdje su igrali na domaćem terenu i poraženi od HNK Rijeke rezultatom 2:1. 
U posljednjim godinama od seniorskih uspjeha ističu se osvajanje naslova prvaka u 4. NL NS Rijeka u sezoni 2022./23. te osvajanje naslova prvaka u 3. NL – Zapad u sezoni 2024./25.
Uz ove uspjehe seniorske ekipe, ističe se i osvojeno 2. mjesto veterana na završnici prvenstva Hrvatske za veterane u sezoni 2018./19. 
Danas NK Halubjan ima preko 330 registriranih igrača koji se natječu u deset dobnih kategorija: seniori, juniori, kadeti, pioniri, mlađi pioniri, morčići, mlađi morčići, prednatjecatelji, nogometna igraonica i veterani.

## Igralište Brnasi
Nogometno igralište Brnasi otvoreno je 2. svibnja 1977. prijateljskom utakmicom protiv HNK Rijeke. 
Godine 1987. klub je u prijateljskoj utakmici ugostio Fulham, a tijekom godina su, uoči svojih službenih utakmica u Rijeci, na njemu trenirale i Hrvatska nogometna reprezentacija do 21 godine te prvoligaši NK Osijek i HNK Hajduk. 
Uz glavni teren smješten je i pomoćni teren s umjetnom travom, koja je postavljena 2017. godine, i reflektorima na kojemu sve Halubjanove selekcije održavaju treninge, a mlađe dobne kategorije i utakmice.

## Organizacija turnira

### Memorijal Vladimir Jardas
NK Halubjan od svog osnutka organizira Memorijal Vladimir Jardas koji se dugi niz godina obilježavao revijalnom utakmicom starijih dobnih kategorija kluba protiv ekipa iz regije. Od 2017. godine Memorijal Vladimir Jardas obilježava se turnirom za mlađe uzrastne kategorije U10 i U11. Na prvom turniru nastupilo je 8 ekipa, po 4 ekipe u obje uzrastne kategorije dok je na zadnjem organiziranom turniru 2019. godine broj sudionika povećan na 8 ekipa u obje kategorije.

### Kvarnerska rivijera
NK Halubjan sudjelovao je u organizaciji Kvarnerske rivijere – međunarodnog omladinskog turnira u organizaciji HNK Rijeke koji se igra od 1953. i na kojem iz godine u godinu sudjeluju najveći hrvatski i europski klubovi poput Hajduka, Dinama, AC Milana, Intera, Juventusa i Bayerna.
Iako se klub istakao prvenstveno organizacijom utakmica u završnoj fazi natjecanja (doigravanje), treba napomenuti da je u sklopu 56. Kvarnerske rivijere po prvi puta u povijesti u natjecanju sudjelovala i ekipa NK Halubjana te je kao domaćin skupine ugostila HNK Rijeku, A.C. Milan i NK Interblock iz Ljubljane.

## Sudjelovanje u 2. HNL
NK Halubjan je najveći uspjeh kluba ostvario plasmanom u 2. HNL u sezoni 1997./98. To je bila posljednja sezona u kojoj je 2. liga bila podjeljena u 5 skupina. U sezoni nakon formirana je jedinstvena 2. HNL. 

## Veterani NK Halubjan
Selekcije veterana NK Halubjana dugi niz godina nastupa u Ligi veterana HNS-a. Najveći uspjeh je 2. mjesto na završnici prvenstva koje se održalo 2019. godine u Poreču. U finalnom susretu bolja je bila ekipa veterana NK Lokomotive iz Zagreba rezultatom 2:0.  

## Vanjske poveznice
- Profil, HNS Semafor